# Horní Lideč
Horní Lideč é uma comuna checa localizada na região de Zlín, distrito de Vsetín.